# Schnelleinsatzeinheit Logistikabwicklung im Lufttransportfall
Die Schnelleinsatz-Einheit Logistikabwicklung im Lufttransportfall (SEELift) ist eine Fachgruppe des THW und stellt eine koordinierte und schnelle Flugabfertigung von THW-Auslandseinsätzen sicher.
Die Einheit ist einmal im Ortsverband Groß-Gerau, in unmittelbarer Nähe zum Flughafen Frankfurt Main, disloziert.

## Aufgabe

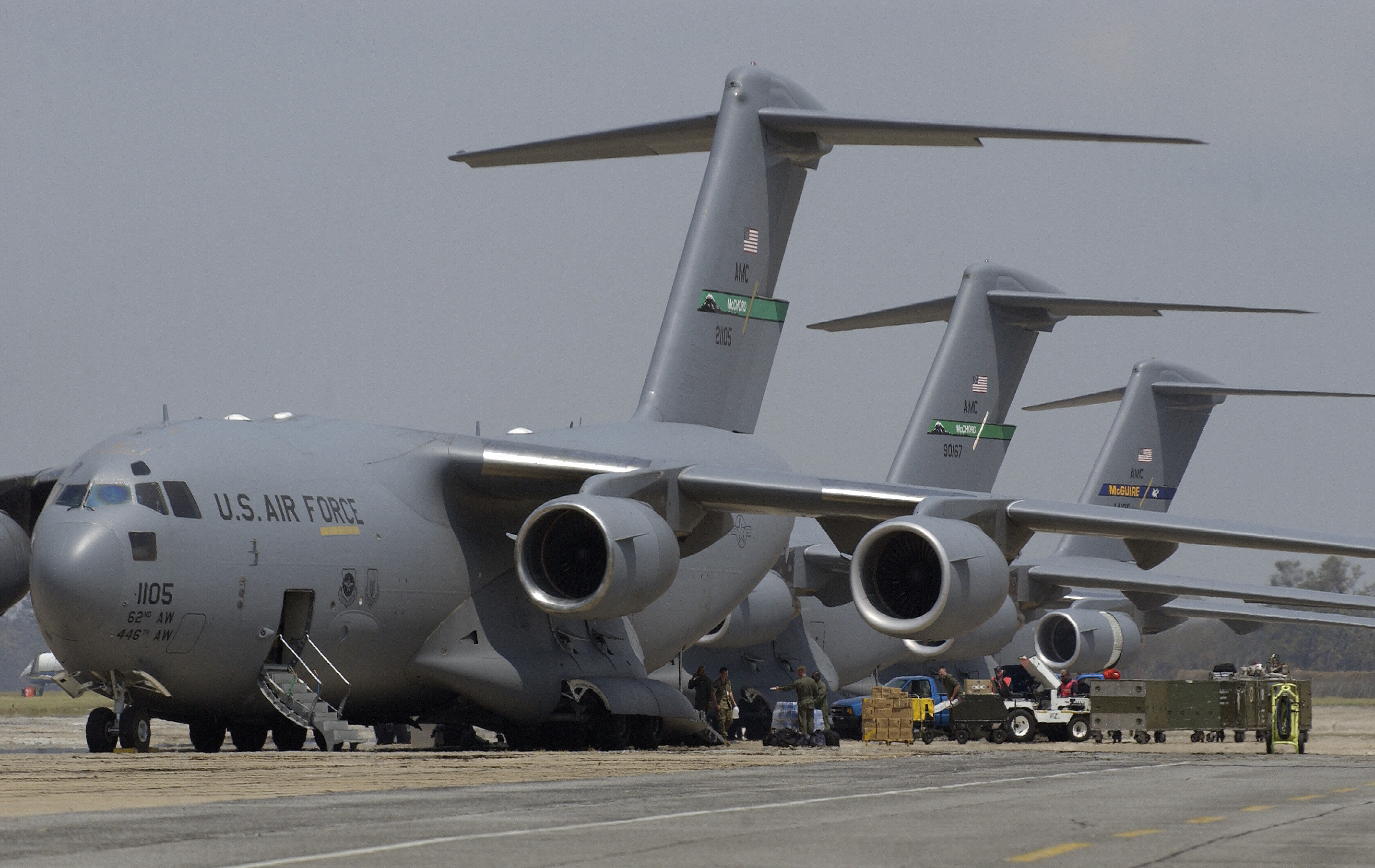
McDonnell Douglas C-17 ist eines der Frachtflugzeuge, derer sich SEElift bedienen kann

Eine besondere Betreuung von Auslandseinsätzen ist nötig, da viele THW-Einsätze aus finanziellen Gründen und Gründen der Flexibilität mit normalen Passagiermaschinen abgewickelt werden. Diese müssen aber schneller als im regulären Linienverkehr, zu ungewöhnlichen Zeiten, mit ungewöhnlichen Gepäck (Gefahrgut, Rettungshund etc.) und zu eventuell regulär nicht angeflogenen Krisengebieten ausgeführt werden.
Die Einsatzkräfte werden dabei beim Check-in betreut und können in einem Briefing auf den Einsatz vorbereitet werden.
Außerdem kümmert sich die SEELift beim Rücktransport um die ankommenden Einheiten (Presse, Möglichkeit zum Debriefing).
Besonders bei Einsätzen der SEEBA oder SEEWA, die ohne schweres Gerät, aber schnell in ein Krisengebiet kommen müssen, werden so bessere Reaktionszeiten auf Krisen erreicht.
Aber auch bei Charterflügen und Verwendung von Frachtmaschinen (z. B. bei der Frachtung von Fahrzeugen) wird die Abfertigung so beschleunigt und ohne eine direkte lange Vorplanung ermöglicht.
Dazu arbeitet die SEELift mit dem Frankfurter Flughafen, allen deutschen Großflughäfen und den jeweils zuständigen Sicherheitsbehörden Einsatzpläne aus.
So kann im Einsatzfall die Luftverlastung der ins Ausland entsandten Einsatzkräfte und deren Material inklusive der Zoll- und Gefahrgutdeklaration koordiniert und schnell erfolgen.

## Einsätze
Ein Einsatz kann dabei sehr unterschiedliche Ausmaße haben: Von einem zweiköpfigen Erkundungs-Team in einer Linienmaschine bis zu 28 Kraftfahrzeugen in Globemaster-Militärflugzeugen (wie beim USA-Einsatz nach Hurrikan Katrina) wurden von SEElift bereits Einsätze jeder Größenordnung betreut.
In den letzten Jahren „lifteten“ die Groß-Gerauer durchschnittlich über 50 Mal pro Jahr.

## Organisation
SEElift unterteilt sich in einen Führungstrupp und die Fachgruppe SEElift. Beide Teileinheiten sind mit Helfern des OV Groß-Gerau in Zweitfunktion besetzt. Ergänzt wird der Führungs-Trupp durch Helfer anderer Ortsverbände für Sonderfunktionen (Technischer Berater Flughafen (TeBe Flug / FluB), Fracht- und Flugbegleiter).

### Führungstrupp
Der Führungstrupp besteht aus dem Führer SEElift und den Sachgebietsleitern. Er wird im Einzelfall in der Regel ergänzt durch eine Beauftragte Person Gefahrgut (BPG), die mit einem hauptamtlichen Mitarbeiter besetzt wird.
An den Flughäfen Frankfurt, Düsseldorf, Stuttgart und Frankfurt-Hahn sowie auf besondere Anforderung übernimmt der Führer SEElift die Funktion des Leiters SEElift und damit die Gesamtverantwortung für den Einsatz. An anderen deutschen Großflughäfen werden besonders geschulte Helfer als Technische Berater Flughafen (TeBe Flug / FluB) eingesetzt, die unter Mithilfe des Groß-Gerauer Führungstrupps den Einsatz als Leiter SEElift führen sowie den Kontakt zum Flughafen außerhalb eines Einsatzes halten.
Im Bedarfsfall kann der SEElift-Führungstrupp auch selbst im Ausland tätig werden. Ein Fracht- und Flugbegleiter (FFB) kann die Begleitung und Koordination der Abwicklung des Flugs von Deutschland ins Einsatzgebiet und zurück übernehmen. Diese Funktion wird von Helfern des OV Groß-Gerau und von geeigneten Helfern anderer Ortsverbände („Helferpool“) ausgefüllt.
Personell und fachlich unterstützt wird der Führungstrupp von der Fachgruppe Führung und Kommunikation (FK) des OV Darmstadt.

### Fachgruppe
Die Fachgruppe SEElift besteht aus speziell ausgebildeten Helfern des OV Groß-Gerau. Ihre Aufgabe ist der Transport zum und am Flughafen, Lotsen- und Botendienste sowie Verladetätigkeit. Zudem betreibt die Fachgruppe SEElift nötigenfalls einen Bereitstellungsraum, in dem die Einsatzkräfte und ihr Material zusammengeführt werden und organisiert das „Set-Up“ für die Pressearbeit bei Abflug und Rückkehr von Einsatzkräften. Die Helfer sind in die zu beachtenden Sicherheitsmaßnahmen im Lufttransportfall besonders eingewiesen und führen regelmäßig Übungen am Flughafen durch.
Integraler Bestandteil von SEElift sind lokale Einsatzkräfte von THW-Ortsverbänden oder THW-Dienststellen in der Nähe des Abflugflughafens. Sie dienen vor allem als Lotsen, können aber auch weitere Aufgaben übernehmen, die Kenntnisse der örtlichen Begebenheiten erfordern. Bindeglied zu diesen Einsatzkräften ist der Flughafen-Berater. So kann z. B. eine lokale Fachgruppe Führung/Kommunikation oder ein Zugtrupp mit der Errichtung eines Bereitstellungsraums beauftragt werden oder ein Verpflegungstrupp mit der Verpflegung der Einsatzkräfte.

## Erklärung der StAN-Funktionen

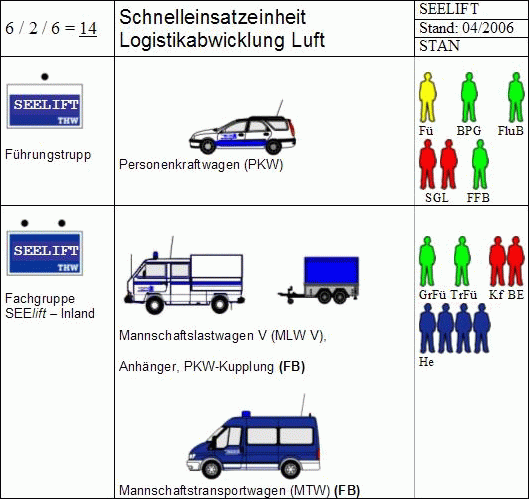
Die Abbildung zeigt die StAN nach dem derzeitigen Planungsstand (noch nicht endgültig)

Fü
Führer SEElift
BPG
Beauftragte Person Gefahrgut
FluB
Flughafen-Berater / Technischer Berater Flughafen / Technical Advisor Airport
SGL
Sachgebietsleiter (Sachgebiete S1/S4, S2/S3/S6)
FFB
Fracht- und Flugbegleiter / Cargo-, Flight Attendant
GrFü
Gruppenführer
TrFü
Truppführer
Kf BE
Kraftfahrer Führerscheinklasse BE
He
Helfer mit Sonderausbildung SEElift